# Johannes Österling
Johannes Österling (Alemania, 3 de febrero de 1983) es un nadador alemán retirado especializado en pruebas de estilo libre media distancia, donde consiguió ser medallista de bronce mundial en 2003 en los 4x200 metros estilo libre.

## Carrera deportiva
En el Campeonato Mundial de Natación de 2003 celebrado en Barcelona ganó la medalla de bronce en los 4x200 metros estilo libre, con un tiempo de 7:14.02 segundos, tras Australia (oro con 7:08.58 segundos) y Estados Unidos (plata con 7:10.26 segundos).